# Adalbert Bezzenberger
Adalbert Bezzenberger (ur. 14 kwietnia 1851 w Kassel, zm. 31 października 1922 w Królewcu) – niemiecki językoznawca, indolog, bałtysta, archeolog oraz etnograf. Wykładowca na uniwersytetach w Getyndze gdzie w 1874 habilitował się z językoznawstwa porównawczego i sanskrytu. W 1879 roku został powołany na Umiwesytet w Królewcu.
W latach 1890–1891 oraz 1918-1921 pełnił funkcję rektora.

## Wydawnictwa
- Litauische und Lettische Drucke des 16 Jahrhunderts, 2 tomy, 1874-1875
- Das Deutsch-Preussische Vokabular, 1897
- Beiträge zur Geschichte der litauischen Sprache
- Litauische Forschungen, 1882
- Lettische Dialekt-Studien, 1885
- Über die Sprache der preussischen Letten, 1888
- Die Kurische Nehrung und ihre Bewohner, 1889
- Studien über die Sprache des preussischen Enchiridions, 1907
- Die litauische Literatur, 1908
- Analysen vorgeschichtlichen Bronzen Ostpreussens, 1904